# Kia Carnival
De Kia Carnival (ook wel Kia Sedona) is een MPV van de Zuid-Koreaanse autofabrikant Kia.
Van de Carnaval zijn twee generaties uitgebracht.

## Generatie 1
De eerste generatie Carnival, geïntroduceerd in 1999, had een 3,5 liter V6-motor die 195 pk leverde. De auto was uitgerust met een automatische vijfversnellingsbak, en was in vergelijking met zijn concurrenten wat spartaans uitgevoerd; zo had de auto geen navigatiesysteem, achteruitkijkcamera e.d. Daarnaast was de auto ten opzichte van zijn concurrenten wat dorstiger.

## Generatie 2
De huidige Carnival, geïntroduceerd in 2005, is 12 centimeter korter dan zijn voorganger en komt daardaar qua afmetingen dicht in de buurt van de Europese MPV's en Amerikaanse vader van het segment: de Chrysler Voyager. De nieuwe Carnival heeft veel weg van de Voyager. Bovendien biedt Kia op verschillende markten een verlengde Carnival aan, zoals ook de Renault Espace (Grand Espace) en de Chrysler Voyager (Grand Voyager) er een hebben. In Europa biedt Kia echter enkel de gewone Carnival aan.
Sinds de generatiewisseling moderniseerde Kia de Carnival, zodat hij nu niet meer moet onderdoen voor zijn Europese rivalen. Daarbovenop werd er veel geld in de veiligheid geïnvesteerd.
In 2007 is de levering van de Carnival in Nederland beëindigd.

## Motoren
- 2,7 l V6 189 pk benzinemotor
- 2,9 l CRDi 185 pk dieselmotor

Huidige modellen Europa:
Ceed ·
EV3 ·
EV6 ·
EV9 ·
Niro ·
Niro EV ·
Picanto ·
Sorento ·
Sportage ·
Stonic
Overige modellen internationaal:
Bongo ·
Borrego ·
Cadenza ·
Carnival ·
Forte ·
K2 ·
Optima ·
Quoris ·
Ray ·
Soul
Uit productie:
Avella ·
Besta ·
Pregio ·
Carens ·
Cerato ·
Clarus ·
Joice ·
Magentis ·
Opirus ·
Pride ·
Retona ·
Rio ·
Roadster ·
Mentor ·
Sephia ·
Shuma ·
Stinger ·
Venga